# Carros de Pau
Carros de Pau, são carros feitos de madeira e sem nenhum componente mecânico.
São muito tradicionais em Portugal e em especial na ilha da Madeira, por terem sido brinquedo de muitos jovens, sobretudo até a década de 80, onde ainda não havia os brinquedos electrónicos de hoje. Toda a sua construção é manual, com recurso a diversas técnicas que se centram no desenvolvimento de um sistema de travões e direcção, normalmente recorrendo a um cabo de aço para os travões, ligando um pedal na frente do carro a uma chapa metálica ou de madeira na parte traseira das rodas, e uma corda para a direcção ligando um volante às extremidades do eixo frontal.
Hoje em dia, são organizados regularmente na ilha da Madeira eventos de promoção e divulgação deste tradicional brinquedo. Existe até um Campeonato Regional de Carros de Pau, que promove a competição cronometrando o tempo em que cada um dos participantes demora a executar cada uma das descidas que integram o Campeonato. Este tipo de provas é comum nas freguesias de Água de Pena, Camacha e Porto da Cruz.
Por todo o país são efectuadas provas de corrida de carros de pau.
A zona centro de Portugal continental também tem alguma tradição nestas corridas, normalmente enquadradas por agrupamentos de escuteiros do Corpo Nacional de Escutas da Região de Leiria.